# شهرستان بوکی
شهرستان بوکی (به عربی: مقاطعة بوکی) یک منطقهٔ مسکونی در موریتانی است که در استان براکنه واقع شده‌است.